# Davy Spillane

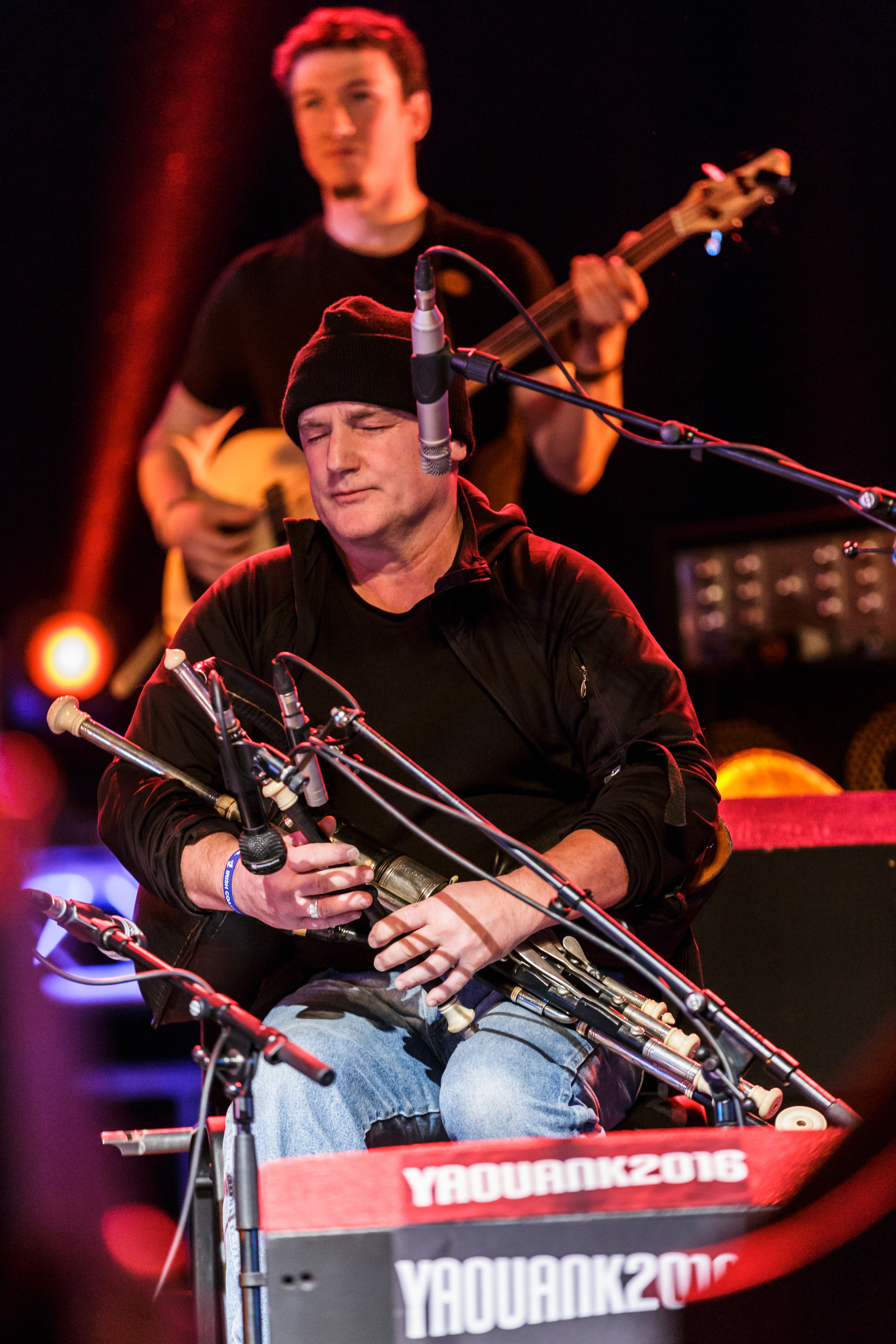
Davy Spillane

Davy Spillane (Dublin, 1959) is een Ierse muzikant, die uilleann pipes en low whistle speelt.

## Levensloop
Spillane spreekt Gaelic als zijn moedertaal. Op twaalfjarige leeftijd ging hij de uilleann pipes bespelen. Op zijn zestiende jaar gaf hij al concerten. In O'Donoghue's Pub in Dublin kwam hij later veel muzikanten tegen. In 1981 was hij met Christy Moore en Dónal Lunny een van de oprichters van de Moving Hearts. Hij werkte ook met Enya, Kate Bush, Van Morrison, Elvis Costello, Chris Rea, Steve Winwood, Emmylou Harris, Bryan Adams en Bono, en zijn spel is een hoogtepunt op de soundtracks van Rob Roy en Wuthering Heights.
In 1994 trad hij op in de band van Riverdance en toerde met hen door Europa.

## Discografie
Met Moving Hearts
- Moving Hearts (1981)
- The Dark End of the Street (1982)
- Live Hearts (1983)
- The Storm (1985)

Soloalbums
- Atlantic Bridge (1986)
- Shadow Hunter (1990)
- Pipedreams (1991)
- A Place Among The Stones (1994)
- The Sea Of Dreams (1998)
- Celtic Solstice, met Paul Winter, (2000)

Davy Spillane Band
- Out of the Air (1988)
- Atlantic Bridge (1988)

Davy Spillane and Kevin Glackin
- Forgotten Days (2000)

Andy Irvine and Davy Spillane
- East Wind (1992)

Medewerking aan andere albums
- North & South - Gerry Rafferty (1988)
- Illumination (1997)
- Dancing at Lughnasa (1998)

Soundtracks
- Lamb (1986)
- Eat The Peach (1986)
- The Ballad of the Sad Café (1991) - Flute Wuthering Heights (1992)
- Rob Roy (1995) - Uilleann Pipes & Low Whistle
- Michael Collins (1996) - Uilleann Pipes & Low Whistle
- The Disappearance of Finbar (1996)
- Dancing at Lughnasa (1998) - Uilleann Pipes & Low Whistle
- Xenosaga (2002) - Uilleann Pipes & Low Whistle

- Bibliothèque nationale de France: cb139531841 (data)
- Gemeinsame Normdatei: 134782895
- International Standard Name Identifier: 0000 0000 5515 3697
- Library of Congress Control Number: no98022183
- MusicBrainz: 135b658e-4409-404f-a64e-f1f8e5c2866d
- Nationale Bibliotheek van Tsjechië: xx0153119
- Système universitaire de documentation: 229633838
- Virtual International Authority File: 2662682
- WorldCat: E39PBJv4rtC4XyCVcKMcvmwQv3